# 849
849 (осемстотин четиридесет и девета) година по юлианския календар е обикновена година, започваща във вторник. Това е 849-а година от новата ера, 849-а година от първото хилядолетие, 49-а година от 9 век, 9-а година от 5-о десетилетие на 9 век, 10-а година от 840-те години.